# 鈴木賢一 (陸上選手)
鈴木 賢一（すずき けんいち、1967年4月6日 - ）は、日本の元マラソン選手。

## 経歴
氏家町（現在のさくら市）出身。栃木県立宇都宮農業高等学校（現在の栃木県立宇都宮白楊高等学校）、順天堂大学卒業。その後は富士通に所属した。栃木県立那須拓陽高等学校の教員を務め、駅伝部の監督を務めていたこともある。

## 競技成績
- 1993年アムステルダムマラソン優勝
- 1994年びわ湖毎日マラソン優勝[2]
- 1994年アジア競技大会マラソン6位[3]
- 1999年北京国際マラソン優勝[1]